# Vinnie Jones
Pour les articles homonymes, voir Jones.
Vinnie Jones, né le 5 janvier 1965 à Watford (Royaume-Uni), est un footballeur international gallois, et acteur de cinéma.
Joueur professionnel entre 1983 et 1999, il est surtout connu pour avoir appartenu au Crazy Gang du Wimbledon FC. Il s'impose alors comme le bad boy le plus médiatique du football anglais des années 1990.
Il commence sa carrière d'acteur avec Arnaques, Crimes et Botanique (1998).

## Biographie
(mai 2024).
Vinnie Jones, de son vrai nom Vincent Peter Jones, quitte le domicile de ses parents à l'âge de 16 ans pour devenir footballeur. Il s'entraîne chez les amateurs du Wealdstone FC où il effectue une montée avant de rejoindre, en 1986, le Wimbledon FC, club de son cœur.
En 1988, avec le Wimbledon FC, il réussit à remporter la FA Cup en battant en finale le Liverpool FC un but à zéro.
Son principal fait d'armes sur le gazon reste son fameux marquage « à la culotte » de la star Paul Gascoigne en 1988. Gascoigne raconte : « Il s'est approché de moi pour me dire : « Je m'appelle Vinnie Jones, je suis un gitan, je gagne beaucoup de fric et je vais t'arracher l'oreille avec les dents puis tout recracher dans l'herbe. Tu es seul mon gros, tout seul avec moi ! » Tout le temps, j'ai senti son souffle derrière moi, comme un dragon. Je ne me suis jamais plaint d'être taclé, mais il s'agissait à chaque fois de pures agressions ! À un moment, il m'a craché au visage en me disant : « Je vais juste tirer le corner mais ne t'inquiète pas, mon gros, je reviens ! ». ». Une autre fois, il se fera remarquer pour lui avoir empoigné les testicules lors d'un match.
Mais sa véritable éclosion à la une des tabloïds, Vinnie Jones la doit à la Fédération anglaise, qui le sanctionne pour avoir sorti un film documentaire en vidéo, prônant l'apologie du jeu dur en 1992 : Soccer's Hard Men. La vidéo se vend à de nombreux exemplaires et l'amende infligée semble dérisoire (30 000 euros) au vu des gains réalisés avec le document. Sa carrière d'acteur est désormais lancée.
Vinnie Jones est le recordman du carton jaune le plus rapide de la Premier League anglaise : il s'est fait avertir après seulement 3 secondes de jeu. Au cours de sa carrière, il a reçu en tout 104 cartons jaunes et a été expulsé à 12 reprises (2e position en Premier League derrière Roy Keane, qui a cependant joué environ deux fois plus de matchs).
En 1998, il met quasiment fin à sa carrière à 33 ans en quittant le Wimbledon FC en proie à une crise qui fait plonger le club dans les méandres de l'anonymat, sort son autobiographie Confessions d'un Bad Boy, campe le personnage de Big Chris dans Arnaques, Crimes et Botanique (gros succès du cinéma britannique qui fait connaître un jeune réalisateur encore inconnu : Guy Ritchie) et connaît ses premiers déboires avec la justice. En effet, en plein tournage d'Arnaques, Crimes et Botanique, il est condamné à cent heures de travaux d'intérêt général à cause d'une violente querelle de voisinage. Cinq ans plus tard, il se bagarre dans un avion de ligne, provoquant la résiliation de son contrat publicitaire avec l'un de ses sponsors (une marque de rhum). Guy Ritchie dira de lui : « Ce qui se passerait s'il y avait l'apocalypse, c'est qu'un certain nombre de choses survivraient... dont Vinnie Jones ! »
Sa mauvaise réputation, créée sur le gazon, le mène à incarner des gros bras dans des séries ou des films (60 secondes chrono, Opération Espadon…). Puis son style s'affine et, au fur et à mesure, il se voit confier des premiers rôles dans des petites productions britanniques (Mean Machine) ou des seconds rôles dans des superproductions hollywoodiennes (X-Men : L'Affrontement final où il personnifie Cain Marko / Le Fléau). En 2012, il apparaît dans la bande-annonce de la 84e cérémonie des Oscars, prouvant une réputation grandissante en tant qu'acteur.

## Statistiques

### En club
| Saison                | Club                  | Championnat                  | Championnat | Championnat | Coupe nationale | Coupe nationale | Coupe de la Ligue | Coupe de la Ligue | Full Members Cup | Full Members Cup | Total | Total |
| Saison                | Club                  | Division                     | M.          | B.          | M.              | B.              | M.                | B.                | M.               | B.               | M.    | B.    |
| 1984-1985             | Wealdstone FC         | Alliance Premier League (D5) | 12          | 0           | -               | -               | -                 | -                 | -                | -                | 12    | 0     |
| 1985-1986             | Wealdstone FC         | Alliance Premier League (D5) | 26          | 2           | 1               | 0               | -                 | -                 | -                | -                | 27    | 2     |
| Sous-total            | Sous-total            | Sous-total                   | 38          | 2           | 1               | 0               | -                 | -                 | -                | -                | 39    | 2     |
| 1986                  | IFK Holmsund          | Division 3                   | 22          | 1           | -               | -               | -                 | -                 | -                | -                | 22    | 1     |
| Sous-total            | Sous-total            | Sous-total                   | 22          | 1           | -               | -               | -                 | -                 | -                | -                | 22    | 1     |
| 1986-1987             | Wimbledon FC          | First Division (D1)          | 22          | 4           | 4               | 1               | 2                 | 0                 | 0                | 0                | 28    | 5     |
| 1987-1988             | Wimbledon FC          | First Division (D1)          | 24          | 2           | 6               | 0               | 4                 | 0                 | 0                | 0                | 34    | 2     |
| 1988-1989             | Wimbledon FC          | First Division (D1)          | 31          | 3           | 4               | 0               | 5                 | 0                 | 1                | 0                | 41    | 3     |
| Sous-total            | Sous-total            | Sous-total                   | 77          | 9           | 14              | 1               | 11                | 0                 | 1                | 0                | 103   | 10    |
| 1989-1990             | Leeds United          | Second Division (D2)         | 45          | 5           | 1               | 0               | 2                 | 0                 | 4                | 0                | 52    | 5     |
| 1990                  | Leeds United          | First Division (D1)          | 1           | 0           | -               | -               | -                 | -                 | -                | -                | 1     | 0     |
| Sous-total            | Sous-total            | Sous-total                   | 46          | 5           | 1               | 0               | 2                 | 0                 | 4                | 0                | 53    | 5     |
| 1990-1991             | Sheffield United      | First Division (D1)          | 31          | 2           | 1               | 0               | 4                 | 0                 | 1                | 0                | 37    | 2     |
| 1991                  | Sheffield United      | First Division (D1)          | 4           | 0           | -               | -               | -                 | -                 | -                | -                | 4     | 0     |
| Sous-total            | Sous-total            | Sous-total                   | 35          | 2           | 1               | 0               | 4                 | 0                 | 1                | 0                | 41    | 2     |
| 1991-1992             | Chelsea FC            | First Division (D1)          | 35          | 3           | 4               | 1               | 1                 | 0                 | 5                | 2                | 45    | 6     |
| 1992                  | Chelsea FC            | Premier League (D1)          | 7           | 1           | -               | -               | -                 | -                 | -                | -                | 7     | 1     |
| Sous-total            | Sous-total            | Sous-total                   | 42          | 4           | 4               | 1               | 1                 | 0                 | 5                | 2                | 52    | 7     |
| 1992-1993             | Wimbledon FC          | Premier League (D1)          | 27          | 1           | -               | -               | -                 | -                 | -                | -                | 27    | 1     |
| 1993-1994             | Wimbledon FC          | Premier League (D1)          | 33          | 2           | -               | -               | 2                 | 0                 | -                | -                | 35    | 2     |
| 1994-1995             | Wimbledon FC          | Premier League (D1)          | 33          | 3           | 2               | 0               | 2                 | 0                 | -                | -                | 37    | 3     |
| 1995-1996             | Wimbledon FC          | Premier League (D1)          | 31          | 3           | 3               | 0               | 2                 | 0                 | -                | -                | 36    | 3     |
| 1996-1997             | Wimbledon FC          | Premier League (D1)          | 29          | 3           | 7               | 0               | 2                 | 0                 | -                | -                | 38    | 3     |
| 1997-1998             | Wimbledon FC          | Premier League (D1)          | 24          | 0           | 3               | 1               | 1                 | 0                 | -                | -                | 28    | 1     |
| Sous-total            | Sous-total            | Sous-total                   | 177         | 12          | 15              | 1               | 9                 | 0                 | -                | -                | 201   | 13    |
| 1998                  | Queens Park Rangers   | First Division (D2)          | 7           | 1           | -               | -               | -                 | -                 | -                | -                | 7     | 1     |
| 1998-1999             | Queens Park Rangers   | First Division (D2)          | 2           | 0           | -               | -               | -                 | -                 | -                | -                | 2     | 0     |
| Sous-total            | Sous-total            | Sous-total                   | 9           | 1           | -               | -               | -                 | -                 | -                | -                | 9     | 1     |
| Total sur la carrière | Total sur la carrière | Total sur la carrière        | 446         | 36          | 36              | 3               | 27                | 0                 | 11               | 2                | 520   | 41    |

### En sélection
| Sélections par an | Sélections par an | Sélections par an |
| Année             | Statistiques      | Statistiques      |
| Année             | Matchs            | Buts              |
| ----------------- | ----------------- | ----------------- |
| 1994              | 1                 | 0                 |
| 1995              | 3                 | 0                 |
| 1996              | 3                 | 0                 |
| 1997              | 2                 | 0                 |
| Total             | 9                 | 0                 |

## Palmarès
- Vainqueur de la FA Cup en 1988 avec le Wimbledon FC.
- Vainqueur du Championnat d'Angleterre de Division 2 en 1990 avec Leeds United.
- Vainqueur de l'Alliance Premier League en 1985 avec le Wealdstone FC.
- 9 sélections avec l'équipe du Pays de Galles entre 1994 et 1997.

## Filmographie

### Cinéma
- 1992 : Soccer's Hardmen : commentaires
- 1998 : Arnaques, Crimes et Botanique (Lock, Stock and Two Smoking Barrels), de Guy Ritchie : Big Chris
- 2000 : Rebel Yell : Bob Andrews
- 2000 : 60 secondes chrono (Gone in Sixty Seconds), de Dominic Sena : The Sphinx
- 2000 : Snatch : Tu braques ou tu raques (Snatch.), de Guy Ritchie : Bullet Tooth Tony
- 2001 : Opération Espadon (Swordfish), de Dominic Sena : Marco
- 2001 : Carton rouge (Mean Machine), de Barry Skolnick : Danny Meehan
- 2002 : Night at the Golden Eagle, d'Adam Rifkin : Rodan
- 2004 : La Grande Arnaque (The Big Bounce), de George Armitage : Lou Harris
- 2004 : Tooth : The Extractor
- 2004 : Eurotrip, de Jeff Schaffer : Mad Maynard
- 2004 : Blast! : Michael Kittredge
- 2004 : Survive Style 5+ : Killer
- 2005 : The Number One Girl (vidéo) : Dragos Molnar
- 2005 : Johnny Was : Johnny Doyle
- 2005 : Slipstream : Winston Briggs
- 2005 : Piège en eaux profondes (Submerged) : Henry
- 2006 : The Other Half : The Boss
- 2006 : She's the Man d'Andy Fickman : Coach Dinklage
- 2006 : Played : L'inspecteur Brice
- 2006 : X-Men : L'Affrontement final (X-Men: The Last Stand), de Brett Ratner : Cain Marko / Le Fléau
- 2006 : Garfield: A Tail of Two Kitties, de Tim Hill : Rommel (voix)
- 2007 : Les Condamnés (The Condemned), de Scott Wiper : McStarley
- 2007 : Tooth And Nail, de Marc Young : Mongrel (un des Rovers)
- 2008 : The Midnight Meat Train, de Ryuhei Kitamura : Mahogany
- 2008 : Hell Ride, de Larry Bishop : Billy Wings
- 2010 : Mi$e à prix 2 (Smokin' Aces 2: Assassins' Ball), de P.J. Pesce (en) : McTeague
- 2010 : The Heavy, de Marcus Warren
- 2010 : L'An 1 : Des débuts difficiles (Year One), d'Harold Ramis : Sargon
- 2011 : Irish Gangster, de Jonathan Hensleigh : Keith Ritson
- 2011 : Age of the dragons, de Ryan Little
- 2011 : Et maintenant... N'embrassez pas la mariée (You May Not Kiss the Bride), de Rob Hedden : Brick
- 2012 : Fire with Fire : Vengeance par le feu, de David Barrett : Boyd
- 2013 : Évasion (Escape Plan), de Mikael Håfström : Drake
- 2013 : Company of Heroes, de Don Michael Paul : Brent Willoughby
- 2014 : In Security, de Adam Beamer, Evan Beamer : Tillinghast
- 2014 : Extraction, de Tony Giglio : Ivan Rudovsky
- 2014 : Hard Rush, de Giorgio Serafini : Vincent Camastra
- 2014 : Blood of Redemption, de Giorgio Serafini : Campbell
- 2014 : A Certain Justice, de Giorgio Serafini : Bennett
- 2014 : Way of the Wicked, de Kevin Carraway : John Elliott
- 2014 : Beyond Justice, de Timothy Woodward Jr. : Vincent Delacruz
- 2014 : Gutshot Straight, de Justin Steele : Carl
- 2014 : Redirected, de Emilis Vėlyvis : Golden Pole
- 2015 : Toxin, de Jason Dudek : Renner
- 2015 : Checkmate, de Timothy Woodward Jr. : Lu
- 2015 : Gridlocked, d'Allan Ungar : Ryker
- 2015 : Titanium, de Dmitriy Grachev : Yust Van Borg
- 2017 : Cross Wars : Gunnar
- 2019 : Cross 3 : Gunnar
- 2020 : The Big Ugly, de Scott Wiper : Neelyn
- 2020 : I Am Vengeance: Retaliation : Sean Teague
- 2022 : Bullet Proof, de James Clayton : Temple

### Télévision
- 2005 : Hollywood Flies : Sean
- 2005 : L'Île mystérieuse (Mysterious Island) : Bob
- 2005 : Extras : lui-même
- 2010 : Celebrity Big Brother (saison 7) : lui-même
- 2010 : Chuck : Karl Stromberg (saison 3 - épisode 2 : Version 2.0)
- 2011 : The Cape : Scales
- 2011 : Blood out : Zed
- 2013 : Elementary : sbire de M Sebastian Moran (saison 1 - épisodes 12 et 21)
- 2014 : Galavant : Gareth
- 2014 : The Musketeers : Lafarge (saison 1 - épisode 8)
- 2014 : Enquêteur malgré lui : Ronnie Ives (saison 8 - épisode 1)
- 2015-2018: Arrow : Danny Brickwell (saison 3 - épisodes 10 à 12) (saison 4 - épisodes 20 et 21) (saison 7 - épisodes 1 à 7)
- 2016 : MacGyver : John Kendrick (saison 1 - épisode 1)
- 2018 : Deception : Gunter Gastafsen
- 2021 : New York, crime organisé (Law & Order: Organized Crime) : Albi Briscu (saison 2, épisodes 1 à 8)
- 2024 : The Gentlemen : Geoff

## Voix francophones
En France, Guillaume Orsat est la voix régulière de Vinnie Jones. Patrick Béthune l'a également doublé à cinq reprises.

## Autres apparitions télévisées
- Il est l'invité spécial du show WWF Capital Carnage de la WWF en 1998, où il se fait exclure d'un carton rouge par l'arbitre après avoir poussé le Big Bossman hors du ring, et repart en coulisse sous les rires de Shane et Vince McMahon. Il interviendra plus tard dans le match du Big Bossman contre Stone Cold Steve Austin, provoquant la victoire de ce dernier.
- Invité de l'émission Top Gear en 2002, il participe à la séquence Star dans une voiture petit budget. Il fait un score de 1 min 53 s, ce qui le classe à la 42e place. L'épisode 1 de la saison 2, où figure sa course, est diffusé le 11 mai 2003.
- Il apparaît dans le clip de la British Heart Foundation pour la mise en œuvre des gestes de premiers secours face à un arrêt cardio-vasculaire “Hands only CPR”.

## Distinctions
Sauf indication contraire, les informations mentionnées dans cette section peuvent être confirmées par la base de données cinématographiques IMDb,  présente dans la section « Liens externes ».

### Récompenses
- Empire Awards 1999 : meilleur espoir pour Arnaques, Crimes et Botanique
- Empire Awards 2001 : meilleur acteur britannique pour Snatch : Tu braques ou tu raques